# Phrymaceae
Phrymaceae is een botanische naam, voor een familie van tweezaadlobbige planten. Een familie onder deze naam wordt tamelijk onregelmatig erkend door systemen van plantentaxonomie, en dan met een wisselende omschrijving. De familie wordt wel erkend door het APG-systeem (1998) en het APG II-systeem (2003).
Het gaat om een niet al te grote familie van onzekere samenstelling. De bekendste vertegenwoordiger is de gele maskerbloem (Mimulus guttatus).